# Dmytro Hrycaj
Dmytro Hrycaj, ps. Perebyjnis, ukr. Дмитрó Грицáй-Переб́ийніс (ur. 1 kwietnia 1907 w Dorożowie, zm. 22 grudnia 1945 w Pradze) – ukraiński działacz niepodległościowy, nacjonalista, generał-chorąży Ukraińskiej Powstańczej Armii.

## Życiorys
Ukończył gimnazjum w Drohobyczu, działając w tym czasie w Organizacji Wyższych Klas Ukraińskich Gimnazjów. W 1928 rozpoczął studia na wydziale matematyczno-fizycznym Uniwersytetu Lwowskiego. Studiów nie ukończył z powodu powołania do odbycia służby wojskowej w polskiej armii.
Członek OUN od 1929, działacz Referatu Wojskowego OUN, aresztowany w 1934 i osadzony w Berezie Kartuskiej. Po zwolnieniu z Berezy kontynuował studia uniwersyteckie. W 1939 powtórnie aresztowany i osadzony w Berezie Kartuskiej. W latach 1940–1941 członek Krajowego Prowodu OUN-B, w latach 1941–1945 jego referent wojskowy. Aresztowany przez Gestapo w 1943, był więziony we Lwowie. 13 września 1943 został wyprowadzony z więzienia przy Łąckiego przez podziemie OUN-B, dzięki grypsowi przesłanemu przez Lecha Sadowskiego – współwięźnia więzionego tam również Jarosława Starucha i dostarczonemu prawdopodobnie przez Sadowskiego fałszywemu blankietowi doprowadzenia na przesłuchanie. Hrycaja i Starucha wykradło na podstawie tego blankietu sześciu Ukraińców z Sonderdienst, którzy następnie zdezerterowali.
W latach 1943–1945 był szefem HWSz (Głównego Sztabu Wojskowego). 1 listopada 1945 mianowany na stopień generała. Podczas przedzierania się na Zachód w grudniu 1945 razem z Dmytrem Majiwskim, 19 grudnia na granicy czechosłowacko-niemieckiej wpadli w zasadzkę. Majiwski popełnił samobójstwo, a Hrycaj został zatrzymany przez czechosłowacką policję (podporządkowaną ministrowi spraw wewnętrznych – komuniście Vaclavowi Noskovi) i zmarł po torturach w więzieniu w Pradze.